# Adora Magic City
Die Adora Magic City ist ein Kreuzfahrtschiff der chinesischen Reederei Adora Cruises. Das Schiff der Vista-Klasse wurde im Januar 2024 als zweites Schiff und erster Neubau des Unternehmens in Dienst gestellt.

## Geschichte
Im Februar 2017 unterzeichneten die Carnival Corporation und CSSC den Vertrag zum Bau eines neuen Schiffes. Der Bau des Schiffes auf der Werft Waigaoqiao in Shanghai begann am 18. Oktober 2019 mit dem ersten Stahlschnitt, der Rumpf wurde ab dem 10. November 2020 gebaut. Die italienische Fincantieri-Werft hatte zuvor die Vista-Klasse, deren andere Einheiten von ihr gebaut worden waren, lizenziert. Der Stapellauf folgte am 17. Dezember 2021. Am 19. Mai 2023 wurde der Name des Schiffes mit Adora Magic City bekanntgegeben. Das Schiff wurde Anfang Juni 2023 ausgedockt und ersten Erprobungen unterzogen, bevor es im folgenden Juli und September neun- bzw. sechstägige Versuchsfahrten durchführte. Das Schiff wurde am 4. November an die Reederei übergeben und noch am selben Tag in Shanghai getauft. Am 15. Dezember traf es unter der Flagge Panamas am Shanghaier Wusongkou-Kreuzfahrtterminal ein, wo am 1. Januar 2024 die Jungfernfahrt begann.

## Trivia
Das Schiff ist Motiv einer limitierten Briefmarkenserie der chinesischen Post vom 23. April 2024.